# Kätlin Piirimäe
Kätlin Piirimäe (ur. 8 listopada 1995) – estońska lekkoatletyka specjalizująca się w pchnięciu kulą.
W 2013 zdobyła brąz juniorskich mistrzostw Europy w Rieti.
Złota medalistka mistrzostw Estonii oraz reprezentantka kraju na drużynowych mistrzostwach Europy i w meczach międzypaństwowych.
Okazjonalnie występuje także w rzucie dyskiem.

## Osiągnięcia
| Rok  | Impreza                               | Miejsce         | Konkurencja    | Pozycja            | Wynik |
| ---- | ------------------------------------- | --------------- | -------------- | ------------------ | ----- |
| 2011 | Mistrzostwa świata juniorów młodszych | Lille Metropole | pchnięcie kulą | el. – 26. miejsce  | 12,39 |
| 2012 | Mistrzostwa świata juniorów           | Barcelona       | pchnięcie kulą | el. – 18. miejsce  | 13,98 |
| 2013 | I liga drużynowych mistrzostwa Europy | Dublin          | pchnięcie kulą | 7. miejsce         | 14,82 |
| 2013 | Mistrzostwa Europy juniorów           | Rieti           | pchnięcie kulą | 3. miejsce         | 16,80 |
| 2014 | Mistrzostwa świata juniorów           | Eugene          | pchnięcie kulą | 10. miejsce        | 15,49 |
| 2014 | Mistrzostwa Europy                    | Zurych          | pchnięcie kulą | el. – 15. miejsce  | 15,66 |
| 2015 | Młodzieżowe mistrzostwa Europy        | Tallinn         | pchnięcie kulą | 8. miejsce         | 16,04 |
| 2016 | Mistrzostwa Europy                    | Amsterdam       | pchnięcie kulą | el. – 22. miejsce  | 15,85 |
| 2017 | Halowe mistrzostwa Europy             | Belgrad         | pchnięcie kulą | el. – 16. miejsce  | 16,29 |
| 2017 | Puchar Europy w rzutach               | Las Palmas      | rzut dyskiem   | 13. miejsce (U-23) | 45,76 |
| 2017 | Puchar Europy w rzutach               | Las Palmas      | pchnięcie kulą | 7. miejsce (U-23)  | 14,93 |
| 2017 | Młodzieżowe mistrzostwa Europy        | Bydgoszcz       | pchnięcie kulą | 8. miejsce         | 16,07 |

## Rekordy życiowe
- Pchnięcie kulą (stadion) – 16,80 (2013) rekord Estonii młodzieżowców
- Pchnięcie kulą (hala) – 16,77 (2016)
- Rzut dyskiem – 46,37 (2014)